# Gare de Barenton-Bugny
Ne doit pas être confondu avec Gare de Barenton - Cohartille.
La gare de Barenton-Bugny est une gare ferroviaire française de la ligne de La Plaine à Hirson et Anor (frontière), située sur le territoire de la commune de Barenton-Bugny dans le département de l'Aisne en région Hauts-de-France.
Elle est mise en service en 1870 par la Compagnie des chemins de fer du Nord. C'est une halte voyageurs de la Société nationale des chemins de fer français (SNCF) desservie par des trains TER Hauts-de-France.

## Situation ferroviaire

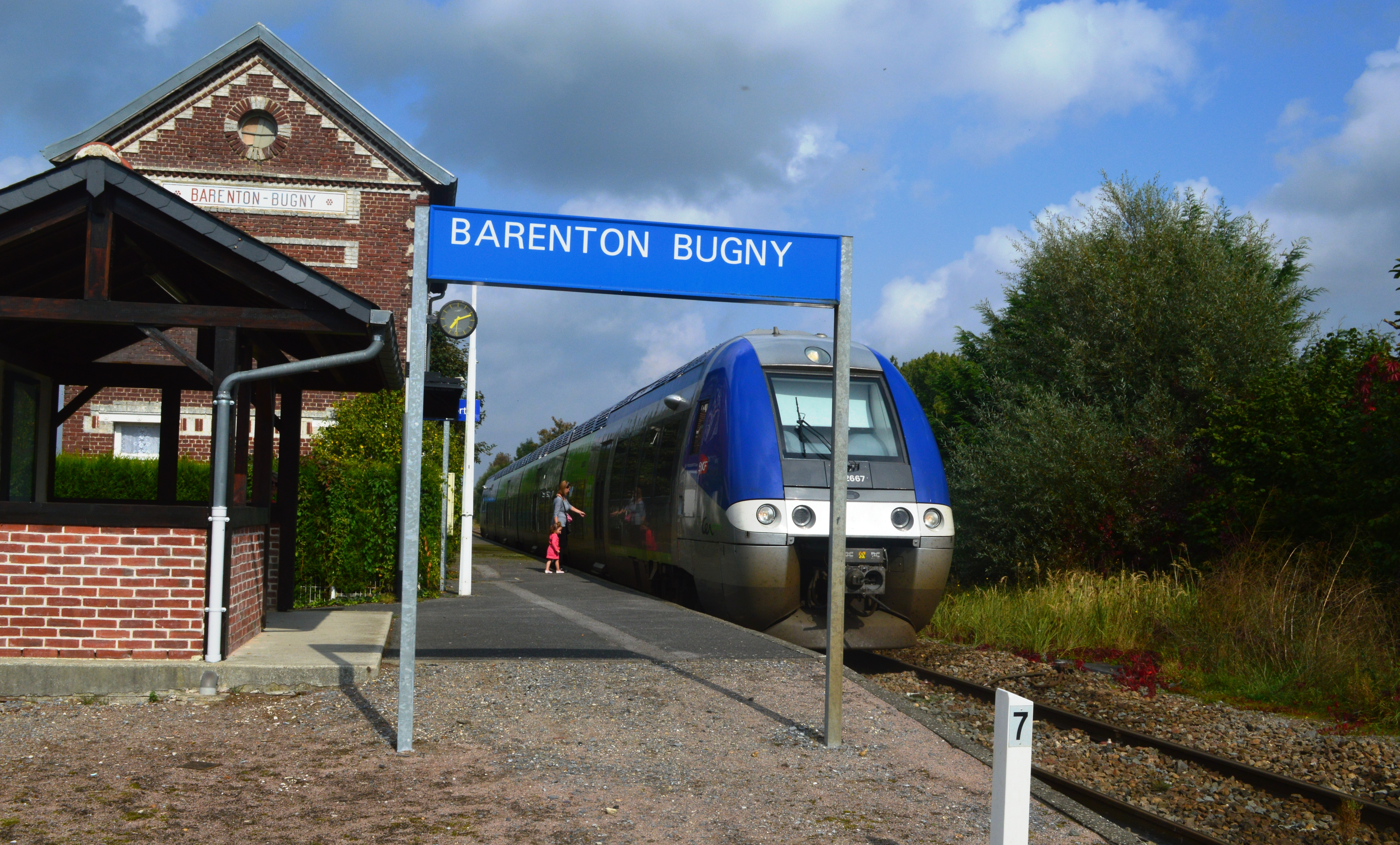
Un train sur le quai de la gare.

Établie à 68 mètres d'altitude, la gare de Barenton-Bugny est située au point kilométrique (PK) 147,716 de la ligne de La Plaine à Hirson et Anor (frontière), entre les gares ouvertes de Laon et de Verneuil-sur-Serre.
Elle est équipée d'un quai, pour la voie « Unique », qui dispose d'une longueur utile de 100 m.

## Histoire
En 1869, le Conseil général du département de l'Aisne appuie la vœu, pour l'installation d'une halte à Barenton-Bugny, faite par le conseil d'arrondissement de Laon qui relaie une demande faite par les communes de Barenton-Bugny, Barenton-Cel et Verneuil-sur-Serre. En 1870 le Conseil indique que la décision est prise pour une édification rapide de la halte par la Compagnie des chemins de fer du Nord.

## Fréquentation
Selon les estimations de la SNCF, la fréquentation annuelle de la gare s'élève aux nombres indiqués dans le tableau ci-dessous.
| Année               | 2023   | 2022   | 2021  | 2020  | 2019  | 2018  | 2017   | 2016   | 2015  |
| ------------------- | ------ | ------ | ----- | ----- | ----- | ----- | ------ | ------ | ----- |
| Nombre de voyageurs | 11 265 | 11 089 | 9 498 | 6 211 | 6 141 | 8 608 | 11 174 | 10 665 | 9 537 |

## Service des voyageurs

### Accueil
Halte SNCF, c'est un point d'arrêt non géré (PANG) à accès libre.

### Desserte
Barenton-Bugny est desservie par des trains TER Hauts-de-France, omnibus, qui effectuent des missions entre les gares de Laon et d'Hirson ou d'Aulnoye-Aymeries. En 2009, la fréquentation de la gare était de 39 voyageurs par jour.

### Intermodalité
Le stationnement des véhicules est possible à proximité.